# Gant
GANT — международный бренд одежды с центральным офисом в Стокгольме, Швеция. Компания была основана Бернардом Гантмахером в 1949 г. в Соединённых Штатах Америки.
Гантмахер — еврейский иммигрант украинского происхождения из Мирополя, Российская империя (ныне Украина), в 1907 году он прибыл в Нью-Йорк. Переезд в США состоялся на волне эмиграции евреев. В Нью-Йорке Бернард устроился на швейную фабрику, занимаясь пошивом воротников для рубашек, он познакомился со своей будущей женой, Ребеккой Роуз, которая пришивала пуговицы к одежде и выметывала для них петли. Пара поженилась после Первой мировой войны, когда Бернард вернулся с военной службы. Вместе с деловым партнером Моррисом Шапиро, супруги основали компанию Par-Ex Shirt Company. Компания производила рубашки для таких брендов, как Brooks Brothers, J. Press и Manhattan. В 1927 году компания была переведена в Нью-Хейвен в штате Коннектикут.
В апреле 1949 года был запущен лейбл Gant. После смерти Бернарда в 1955 году, его сыновья взяли на себя управление компанией. Весной 2006 г. компания GANT стала открытым акционерным обществом и разместила свои акции на Стокгольмской фондовой бирже, сохраняя свою запись в реестре O-List вплоть до 20 марта 2008 г., когда её приобрела швейцарская группа Maus Frères, специализирующаяся на розничной торговле.
GANT признан как бренд, благодаря которому на рынке массового производства появились рубашки на пуговицах. Среди новшеств компании были также пуговичная планка, получившая в свое время награду, и петля на спинке рубашек. Компания осуществляет свою деятельность в 70 странах, а изделия бренда можно приобрести через 4000 компаний розничной торговли и в 583 фирменных магазинах GANT по всему миру.